# やまだないと
やまだ ないと（1965年10月19日 - ）は、日本の漫画家。佐賀県唐津市出身。女性。初期のペンネームは山田 朝子（やまだ あさこ）、別のペンネームに加賀 マヒル（かが マヒル）がある。
代表作に『東京座』、『コーデュロイ』、『西荻夫婦』、映画化もされた『フレンチドレッシング』、『L'amant ラマン』、『王様とボク』などがある。

## 来歴
九州デザイナー学院放送映画学科卒業。山田朝子の名で少女漫画家として活動した後、青年誌に活動の場を移し、1987年、やまだないとのペンネームで『週刊ヤングマガジン』にて「キッス」でデビュー。1996年より、画材としてMacを使い始める。1990年代後半から『COMIC CUE』、『マンガ・エロティクス』、『FEEL YOUNG』などの雑誌で活動。
2021年5月8日から京都のトランスポップギャラリーにて個展「BAD GIRLS」が開催された。同年10月23日から東京都阿佐ヶ谷のギャラリーのVOIDにて、個展「放蕩娘」を開催。

## 作品リスト

### 主な連載作品
- キッス（1990年、週刊ヤングマガジン）- 同年講談社より全2巻
- 42℃物語（1991年、ヤングマガジン増刊海賊版）- 同年講談社より全1巻
- チャージ（1992年、狩撫麻礼原作、コミックジャングル）- 同年ワニブックスより全2巻
- 王様とボク（1992年、週刊ヤングサンデー）- 同年小学館より全1巻
- ヤング・アンド・ティアーズ（1993-94年、コミックスコラ）- 1993-94年、スコラより全3巻
- しましまのぶちぶち（1994-95年、どーぶつくん）- 1997年、朝日ソノラマより全1巻
- 42℃物語（1995年、ミスターマガジン）- 同年講談社より全1巻 ※1991年作とは別作品
- L'amant ラマン（1995-96年、WEEKLY漫画アクション）- 1997年、双葉社より全1巻
- エロマラ（1996年、Qyar Lovely!）- 1997年、イースト・プレスより『ero*mala』の題名で単行本化
- ビューティフル・ワールド（1998-99年、CUTiE Comic、FEEL YOUNG）- 2000年、祥伝社より全1巻
- 西荻夫婦（2000-01年、FEEL YOUNG）- 2001年、祥伝社より全1巻
- フィガロ（2003-2005年、西田俊也原作、FEEL YOUNG）- 未単行本化
- お針子マチルド（2006年- 、FEEL YOUNG）- 未単行本化

### 上記作品以外の単行本
- ピース!（1986年、マーガレット・レインボー・コミックス、集英社） ※山田朝子名義
- 恋に似ている（1994年、FEEL YOUNG、祥伝社）
- フレンチドレッシング（1995年、アクションコミックス、双葉社）
- さよなら おやすみ またあした（1996年、角川書店）
- MIOU MIOU ミウミウ（1998年、ぶんか社）
- バイエル[太陽の下の18歳]（1999年、太田出版）
- バイエル[なつびより]（1999年、太田出版）
- ガールフレンズ（1999年、竹書房）
- 東京座（1999年、飛鳥新社）
- コーデュロイ（2000年、ぶんか社）
- FAXPRESS （2000年5月、三好銀共著、竹書房）
- 傷だらけの天使 （2000年、市川森一原案・西田俊也脚本、辰巳出版）
- Yの思い出（2001年9月、CUE COMICS、イースト・プレス）
- イはイチゴのイ（2001年、太田出版）
- ポルノ青春狂走曲（2002年10月、太田出版）
- Girl Friday（2002年10月、祥伝社）
- コーヒーアンドシガレット（2005年3月、祥伝社）
- ソラミミ（2005年5月、飛鳥新社）
- ペリカン通り（2005年6月、飛鳥新社）
- ボーイフレンド 男の子じゃないとだめなんだもの（2006年12月、ディスカヴァー・トゥエンティワン）
- ハルヒマヒネマ（2008年10月、講談社）
- ビアティチュードBEATITUDE 1（2008年10月、講談社）
- 家族生活（2009年5月、小学館クリエイティブ）

新装版・他社版などは省略した。

### その他
- パリの友達（1999年、ナツヨウコ共著、KKベストセラーズ） - パリのガイド本
- 文藝別冊やまだないと総特集（2004年3月、河出書房新社） ISBN 4309976751

『家族生活』を収録。
- プリンセス プリンセス「プリ2 〜PRINCESS PRINCESS BEST OF BEST〜」（2006年3月8日）ジャケットイラスト
- メールマガジン「コーヒー＆シガレッチョ」エッセイ、写真など
- 子宮の記憶（2013年、島田佳奈著、ソニー・デジタルエンタテイメント）

## 脚本作品

### テレビ番組
- 出会いのストーリー（2001-2003年、フジテレビ系）- 2002年8月分
- 私立探偵 濱マイク（2002年7月-9月、日本テレビ系）- 第10話

## 映像化作品

### 映画
- フレンチドレッシング（1998年、斎藤久志監督）
- L'amant ラマン（2004年、廣木隆一監督）
- 王様とボク（2012年、前田哲監督）

### オリジナルビデオ
- エリ 従姉弟関係（2003年）- 原作：『いとこ同士』（『恋に似ている』収録）
- 天使の病ひ（2003年）- 原作：『エロマラ』